# Patrick Leigh Fermor
Patrick Michael Leigh Fermor, född 11 februari 1915 i London, död 10 juni 2011, var en brittisk författare och soldat, mest känd för sina reseskildringar. Han bodde en stor del av sitt liv i Grekland.

## Biografi
Patrick Leigh Fermor var son till Lewis Leigh Fermor och Aileen Taaffe Ambler. Trots lärda föräldrar var han stökig i skolan och blev relegerad flera gånger. Hans föräldrar hoppades på en karriär i armén, men istället drog han till det bohemiska London där han ville bli författare.
På grund av sina misslyckanden bestämde han sig för att resa genom Europa, och gav sig av 1932 eller 1933 från Hoek van Holland med fem pund i månadspeng, en sovsäck, Oxford Book of English Verse och en volym Horatius. Han gick vid Rhen och Donau och sov bland annat i lador och hos herdar. På nyårsdagen 1935 nådde han Istanbul. Han tillbringade sin tjugoårsdag på berget Athos, och reste senare till Aten. Där träffade han den rumänska konstnären och adelskvinnan Balasha Cantacuzène, som han bodde ihop med i tre år, först i Grekland och sedan på Cantacuzène-gods i Moldavien. Under denna tid skrev han ett första utkast till en reseskildring, och publicerade en översättning av Constantine Rodocanachis Ulysse fils d'Ulysse  som blev en succé i USA. När andra världskriget bröt ut återvände han till Storbritannien.
Leigh Fermor gick med i Irish Guards men antog ett uppdrag av Intelligence Corps som gav honom möjlighet att återvända till Grekland. När landet erövrades av Tyskland flydde han till Kreta och Egypten. På Kreta hjälpte han som SOE-officer den lokala motståndsrörelsen, och 1944, då han stigit i graderna till major, ledde han kidnappningen av den tyska befälhavaren Heinrich Kreipe.
Efter kriget arbetade Leigh Fermor vid Brittiska institutet i Aten och träffade vid samma tid Joan Rayner, fotograf och dotter till Bolton Eyres-Monsell. En resa de gjorde till Franska Antillerna 1949 gav upphov till hans första reseskildring i bokform. Därefter skrev han en bok om franska kloster och hans enda roman, The Violins of Saint Jacques. Han översatte vid samma tid en grekisk väns memoarer och skrev journalistik. På 1960-talet flyttade han och Joan till Manihalvön i Grekland, vilket blev deras första permanenta bostad tillsammans. Där påbörjade han en trilogi om sin vandring till Istanbul, varav den första boken A Time of Gifts trycktes 1977 och den andra, Between the Woods and the Water, 1986. Han drabbades dock av skrivkramp inför den avslutande delen, och skrev istället om en resa till Peru och översatte P.G. Wodehouse till grekiska.

## Utmärkelser
- Brittiska imperieorden, 1943
- Distinguished Service Order, 1944
- Knight Bachelor, 2004
- Fenixorden, 2007[12]